# 即身成佛
即身成佛，又稱肉身得道、現身成佛、現生成佛、即生成佛，佛教術語，意指將一般凡夫的色身，在這一生中，直接轉化成為佛的法身，而成佛。得道者称爲“即身佛”（英文中以其日文音译爲“Sokushinbutsu”）。這是佛教追求的修行成果。除了密宗之外，即身成佛還深深地參與了淨土崇拜和禪宗。

## 概論

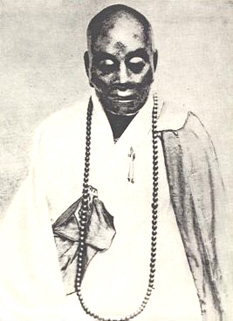
惠能，在廣東省韶關市。

在大乘佛教中，有菩薩經過三大阿僧祇劫修行後成佛的理論。此外，有三身理論，將佛分為法身、色身與報身三種。初期如來藏學派，曾提出法身有色的理論，在大乘佛教內引起爭論。法身有色說，認為法身與如來藏是有色的，可以被觀察認識到。
一些宗派認為，經由特殊方法修行，不用抛棄肉身，而是將現世的色身，經由修行，轉化為佛。轉化的方式，在不同宗派中有不同見解，如：禪宗認為明心見性則即身成佛，是法身佛，但非究竟佛；藏傳佛教密宗教法也認同即身轉成法身佛。有人宣揚即身成佛，是圓滿究竟的正等正覺佛，有高僧大德對這種看法提出批評，如淨土宗印光大師。
肉身不腐往往成為即身成佛的一項表現，由於它們的密切關係，漢地的不少人把「即身成佛」看成「死後肉身不腐」，成為全身舍利，有的还能显“紫磨金身”（紫磨真金色身）。

## 各派理論及例證

### 日本真言宗
參考華嚴宗理論，空海提出三種即身成佛，理具即身成佛、加持即身成佛與顯得即身成佛。

### 藏傳密宗
在早期的藏傳佛教之中，受到性力派婆羅門影響，流行上師與明妃、空行母一起效仿歡喜佛，修習男女雙修法可以「即身成佛」。格魯派通行全藏後，宗大師認為這種修法屬邪淫，犯戒條，命令各派禁止這種修法，今日藏傳佛教各派別一律不允許這種修法。
寧瑪派中，流傳大圓滿法，修行者可將肉身轉化為虹光身，之後成佛；虹光化身表現爲身體會在七日內逐漸消失化為虹光，和道教渡劫飛升很像。如1952年藏傳佛教僧人索南南杰（Sonam Namgyal）虹化。青海黄南州同德县才旺仁增 （页面存档备份，存于）堪布1958年9月突然在看押他的四名士兵面前飞走而消失于空中，他被认为是宁玛派一代大成就者。

### 汉传佛教
佛教通常认为，众生在發願修菩萨道後要经过三大阿僧祇劫的修行，才能在最後一世以人类男身成佛。《法华经》记载，修法华经可以迅速成佛，在法会上文殊菩萨宣讲此妙法，智积菩萨、舍利弗尊者等闻言後甚感怀疑，护法龙神娑竭罗龙王的女儿龙女久远来修《法华经》已经得道，为了坚固会众的信心，在取下身上的宝物供养佛陀後，忽然變成男子，到南方无垢世界成正等正覺佛果，会众悉皆欢喜。因一个世界同时只能有成就一位佛陀，故龙女需要到他方世界示现成佛；因初期佛教、部派佛教和小乘佛教認為，只有人且只有男性才能成佛，龙女归属的那伽龙族，雖有大神通，但依然属于畜生道，故“龙女成佛”的公案开示了《法华经》的威力巨大，可以即身成佛，也开示了“法无定法”，一切眾生皆能成佛。
中国禪宗主張明心見性，頓悟成佛。根據空性理論，真如佛性超越了時空和任何理性概念，且人人具備，無需向外求，故禪宗認為，放下任何執著妄想，拋下理性思維，便能直達內心的佛性，見性即能成佛。禪宗六祖慧能即成就了肉身不腐的境界，成為肉身菩薩。
另外，如常住於九華山的新羅僧人金喬覺，傳說爲地藏菩薩化身，死後現肉身不腐，甚至傳說指甲、毛髮還在不停生長。至今九華山已出現了14位不腐肉身的法师，这些僧人都被視為悟道者，可惜的是，只有5尊保持完好，有9尊已被毀於文化大革命。

### 南傳上座部佛教
在南傳上座部佛教雖然主修聲聞乘的解脫道，但是即便在南傳菩薩道的理論中，基於菩薩乘修行者需累世長期修行，以積累足量的波羅蜜以成佛的佛法法理，不認為即身成佛的說法成立。至於在南傳的阿羅漢尊者成就者和高僧當中，偶爾也能見到肉身不腐者，如泰國僧人龙婆瑞，入滅100天肉身不腐；泰國高僧龙婆塔的木乃伊化肉身仍供奉在寺內；缅甸高僧宣隆·西亞多（U Sunlun Sayadaw），公认的阿罗汉成就者，於1952年入滅而肉身不腐，這些例子也跟當事人是否「成佛」之間無關。簡言之，南傳上座部佛教關於菩薩乘的教義，不認為有所謂即身成佛的佛法法理。